# Строилово (Луховицкий район)
Строилово — деревня в Луховицком районе Московской области, входит в Головачёвское сельское поселение. Деревня также относится и к более мелкому образованию — Гольцовскому сельскому округу. В деревне есть улица Юбилейная.

## Предприятия
В деревне Строило работают по крайней мере три предприятия, относящиеся к пищевой промышленности и сельскому хозяйству.
- ООО «Луховицкий майонезный завод». Предприятие занимается производством майонеза и других приправ а также пряностей. Предприятие также занимается оптовой торговлей приправ, специй, соусов, пищевого желатина и дрожжей.
- ООО «Димакс-холдинг». Предприятие производит неочищенные растительные масла и пищевые животные жиры.
- ООО «Мега Флора». Предприятие занимается декоративное садоводством, имеется свой собственный питомник. Предприятие выращивает саженцы фруктовых, ореховых, чайных и пряных культур.

## Расположение
- Расстояние от административного центра поселения — деревни Головачёво
  - 3 км на юго-запад от центра деревни
  - 2,5 км по дороге от границы деревни
- Расстояние от административного центра района — города Луховицы
  - 7,5 км на юго-восток от центра города
  - 5 км по дороге от границы города

## Транспорт
Деревня Строилово связана автобусным сообщением с райцентром городом Луховицы, некоторыми сёлами родного Луховицкого и соседних Коломенского района и Зарайского районов, городом Коломной а также с Рязанью и Рязанской областью.